# سیارک ۶۲۴۷
سیارک ۶۲۴۷ یا آمانوگاوا ۶۲۴۷ (به انگلیسی: 6247 Amanogawa، نامگذاری:1990WY3) شش هزار و دویست و چهل و هفتمین سیارک کشف شده‌است که در ۲۱ نوامبر ۱۹۹۰ کشف شد.
قدر مطلق سیارک برابر ۱۲٫۶۰ است.